# Willwerscheid
Willwerscheid ist eine Ortsgemeinde im Landkreis Bernkastel-Wittlich in Rheinland-Pfalz. Sie gehört der Verbandsgemeinde Traben-Trarbach an.

## Geographie
Willwerscheid gehört zur Region Trier und liegt rund acht Kilometer nordöstlich von Wittlich in der Vulkaneifel. 62 Prozent der Gemarkungsfläche sind bewaldet.
Nachbarorte von Willwerscheid sind die Ortsgemeinden Niederscheidweiler im Nordosten, Diefenbach im Südosten, Flußbach im Süden, Greimerath im Westen und Hasborn im Nordwesten.

## Geschichte
Die Abtei Springiersbach übte um 1507 die Grund-, Lehns- und Gerichtsherrschaft im Ort aus. Als Folge des Ersten Weltkriegs war die gesamte Region dem französischen Abschnitt der Alliierten Rheinlandbesetzung zugeordnet. Im Jahr 1930 erfolgte der Neubau der Kapelle (Patrone: Hl. Apollonia, Hl. Donatus, Hl. 14 Nothelfer).
Nach dem Zweiten Weltkrieg wurde der Ort – zusammen mit einem Teil der Eifel – innerhalb der französischen Besatzungszone Teil des damals neu gebildeten Landes Rheinland-Pfalz. Dies blieb bis zum Jahr 1794 so.
Die Inbesitznahme des Linken Rheinufers durch französische Revolutionstruppen beendete die alte Ordnung. Der Ort wurde von 1798 bis 1814 Teil der Französischen Republik (bis 1804) und anschließend des Französischen Kaiserreichs. Willwerscheid wurde von der Mairie Neuerburg verwaltet, die dem Kanton Wittlich im Arrondissement Trier des Saardepartements angehörte.
Nach der Niederlage Napoleons kam der Ort aufgrund der 1815 auf dem Wiener Kongress getroffenen Vereinbarungen zum Königreich Preußen. Aus der Mairie wurde die Bürgermeisterei Neuerburg. Die heutige Kapelle von Willwerscheid wurde 1832 anstelle eines ersten Vorgängerbaus errichtet.
Als Folge des Ersten Weltkriegs war die gesamte Region dem französischen Abschnitt der Alliierten Rheinlandbesetzung zugeordnet. Nach dem Zweiten Weltkrieg wurde der Ort innerhalb der französischen Besatzungszone Teil des damals neu gebildeten Landes Rheinland-Pfalz. In Willwerscheid wurde 1988 ein Dorfgemeinschaftshaus mit Feuerwehrhaus errichtet und später erweitert. Zum 1. Juli 2014 ging die Verbandsgemeinde Kröv-Bausendorf, zu der auch Willwerscheid gehörte, in die neue Verbandsgemeinde Traben-Trarbach auf.
Bevölkerungsentwicklung
Die Entwicklung der Einwohnerzahl von Willwerscheid, die Werte von 1871 bis 1987 beruhen auf Volkszählungen:
| Jahr | Einwohner |
| ---- | --------- |
| 1815 | 44        |
| 1835 | 51        |
| 1871 | 44        |
| 1905 | 48        |
| 1939 | 58        |
| 1950 | 50        |
| 1961 | 46        |

| Jahr | Einwohner |
| ---- | --------- |
| 1970 | 41        |
| 1987 | 33        |
| 1997 | 48        |
| 2005 | 63        |
| 2011 | 68        |
| 2017 | 60        |
| 2024 | 54        |

## Politik

### Gemeinderat
Der Gemeinderat in Willwerscheid besteht aus sechs Ratsmitgliedern, die bei der Kommunalwahl am 9. Juni 2024 in einer Mehrheitswahl gewählt wurden, und dem ehrenamtlichen Ortsbürgermeister als Vorsitzendem.

### Bürgermeister
Günther Thörnich wurde am 16. März 2022 Ortsbürgermeister von Willwerscheid. Da für eine am 6. März 2022 angesetzte Neuwahl kein gültiger Wahlvorschlag eingereicht wurde, oblag die Wahl gemäß rheinland-pfälzischer Gemeindeordnung dem Rat, der sich für Thörnich entschied. Da auch für die Direktwahl am 9. Juni 2024 kein Wahlvorschlag eingereicht wurde, war wieder der Rat für die Neuwahl verantwortlich. Auf seiner konstituierenden Sitzung am 3. September bestätigte er Günther Thörnich einstimmig für weitere fünf Jahre in seinem Amt.
Thörnichs Vorgänger waren der mit einem Stimmenanteil von 76,92 % bei der Direktwahl am 26. Mai 2019 gewählte Stefan Benz (vom 14. August 2019 bis zu seiner Amtsniederlegung zum 30. September 2021), sowie zuvor Thomas Duckart.

## Wirtschaft und Infrastruktur
Südwestlich der Ortsgemeinde verläuft die Bundesautobahn 1. Im nahegelegenen Hasborn befindet sich eine Auffahrt. In Wittlich ist ein Bahnhof der Moselstrecke.

## Sehenswürdigkeiten
In der Denkmalliste des Landes Rheinland-Pfalz (Stand: 2025) sind folgende Kulturdenkmäler ausgewiesen:
- Die römisch-katholische Filialkirche St. Donatus in der Dorfstraße (zweiachsiger Saalbau, bezeichnet 1832)[14]
- Sowie in der Gemarkung:
  - Heiligenhäuschen (18./19. Jahrhundert)[15]
  - Wegekapelle (bezeichnet 1863)
  - Wegekreuz (bezeichnet 1711)

Siehe auch: Liste der Kulturdenkmäler in Willwerscheid